# Wenzel Neergaard
Wenzel Carl Peter Frederik Flach de Neergaard (født 6. januar 1864 på Sophienborg, død 10. april 1919 på Seinhus) var en dansk godsejer, hofjægermester og politiker. Han var medlem af Folketinget valgt i Svendborgkredsen fra 1906 til 1918.
Han tilhørte familien Neergaard og var søn af godsejer Peter Poul Ferdinand de Neergaard (1836-1878) og Hillevid Christiana Wendela Sophie Augusta Flach (1843-1924). Han var bror til folketingsmedlemmet Holger Neergaard. Neergaard blev født på godset Sophienborg ved Hillerød i 1864 og blev student i 1883 som privatist og cand.phil. i 1884. Herefter gik han ind i militæret, hvor han blev løjtnant i 1888.
Neergaard forpagtede en gård på Fyn, indtil han i 1892 overtog godset Fårevejle på Langeland fra sin far. Han udvidede godset ved hjælp af inddæmninger og byggede en ny hovedbygning til erstatning for den gamle. Landbruget gav et stort overskud, og gården blev beskrevet som en af de bedst drevne på Langeland. I 1911 købte han godset Seinhus ved Store Heddinge på Østsjælland og flyttede dertil i 1916.
Neergaard stillede op til Folketinget for Højre i Nyborgkredsen ved folketingsvalget i 1901 og i Svendborgkredsen ved folketingsvalget i 1903, men blev ikke valgt. Det lykkedes for ham at blive valgt i Svenborgkredsen ved valget i 1906 med kun 11 stemmer flere end gårdejer Kristian Knop fra Venstrereformpartiet. Han blev derefter genvalgt i kredsen med små flertal, til han trak sig tilbage ved valget i 1918. I 1910 forlod han Højre og dannede Det moderate Højre sammen med blandt andre Lars Dinesen og Hans Parkov. Han var med til at stifte Det Konservative Folkeparti i 1915, men meldte sig ud af partiet i 1917 efter Christian Rottbølls eksklusion. Han tilsluttede sig så De Frikonservative og blev partiets eneste repræsentant i Folketinget.
Han var medlem af Svendborg Amtsråd fra 1902 til 1918 og havde også en lang række andre tillidsposter.
Han blev gift i 1887 med Jacobine Adamine Jeanina Estrup (1862-1937) som var datter af konseilspræsident J.B.S. Estrup. De blev skilt, og Neergaard giftede sig igen i 1916 med Julie Viveke Kiær (kaldet Vigga, 1879-1975).
Neergaard blev udnævnt til kammerjunker i 1888 og til hofjægermester i 1893. I 1900 blev han ridder af Dannebrog.